# Ильенко, Артём Сергеевич
Артём Сергеевич Ильенко (род. 30 апреля 1996, Ярославль) — российский хоккеист, нападающий.

## Биография
Встал на коньки в возрасте четырех лет, позже стал заниматься в группе детей 1995 года рождения, первый тренер Николай Станиславович Казакевич. Воспитанник ярославского «Локомотива».
В сезоне 2013/14 провёл в качестве капитана 17 матчей за команду «Локо-Юниор» в МХЛ-Б, стал выступать за «Локо» в МХЛ. С сезона 2015/16 — игрок «Локомотива» в КХЛ, выступал также за фарм-клуб «Рязань» в ВХЛ. 3 мая 2023 года заключил трёхлетний контракт с московским «Динамо».

## Достижения
- Бронзовый призёр чемпионата России (2017)
- Чемпион МХЛ и победитель Кубка Вызова МХЛ (2016)
- Бронзовый призёр чемпионата МХЛ (2015)
- Серебряный призёр первенства МХЛ (2014)